# Къркьой
Къркьой (на турски: Kırköy) е село в Източна Тракия, Турция, Вилает Одрин. Околия Узункьопрю.

## География
Селото се намира на 22 км южно от Узункьопрю.

## История
В XIX век Къркьой е гръцко село в Узункьоприйска кааза в Одринския вилает на Османската империя. Според „Етнография на вилаетите Адрианопол, Монастир и Салоника“, издадена в Константинопол в 1878 година и отразяваща статистиката на населението от 1873 година, Къркьой (Kyrkeui) има 40 домакинства и 220 жители гърци.
Според статистиката на професор Любомир Милетич в 1913 година в Къркьой живеят 45 гръцки семейства.